# فابريس نساكالا
فابريس نساكالا ماييلي (بالفرنسية: Fabrice N'Sakala)‏ (مواليد 21 يوليو 1990 في لوبلانك مينسيل, سين سان دوني) هو لاعب كرة قدم من جمهورية الكونغو الديمقراطية يلعب حاليًا مع نادي ألانيا سبور على سبيل الإعارة من رويال أندرلخت. يلعب فابرس كلاعب وسط, كما يستطيع اللعب أيضًا كمدافع أو ظهير. لعب سابقًا مع منتخب فرنسا تحت 15 سنة وفرنسا تحت 17 سنة وفرنسا تحت 18 سنة وفرنسا تحت 19 سنة وفرنسا تحت 21 سنة، ثم لعب لمنتخب منتخب الكونغو الديمقراطية

## الألقاب

### الأندية
أندرلخت
- الدوري البلجيكي للمحترفين (1): 2013–14
- كأس السوبر البلجيكي (1): 2014

## روابط خارجية
- Fabrice N'Sakala على Footballdatabase
- قالب:Lfpfr
- قالب:Leqstat
- فابريس نساكالا على موقع اتحاد تركيا (لاعب) (الإنجليزية)
- فابريس نساكالا على موقع رابطة كرة القدم الفرنسية للمحترفين (الإنجليزية)
- فابريس نساكالا على موقع قاعدة بيانات كرة القدم.إي يو (الإنجليزية)
- فابريس نساكالا على موقع ليكيب (الفرنسية)
- فابريس نساكالا على موقع ناشيونال فوتبول تيمز (الإنجليزية)
- فابريس نساكالا على موقع Soccerway.com (الإنجليزية)
- فابريس نساكالا على موقع عالم كرة القدم.نت (الإنجليزية)
- فابريس نساكالا على موقع AS.com (الإسبانية)